# Roncus podaga
Espèce
Roncus podaga est une espèce de pseudoscorpions de la famille des Neobisiidae.

## Distribution
Cette espèce est endémique de Croatie. Elle se rencontre à Sedramić dans la grotte Lokvina Špilja.

## Publication originale
- Ćurčić, 1988 : Cave-dwelling pseudoscorpions of the Dinaric karst. Slovenska Akademija Znanosti in Umetnosti, Ljubljana, p. 1-192.